# Hermandad de Campoo de Suso
Hermandad de Campoo de Suso là một đô thị thuộc cộng đồng tự trị Cantabria, Tây Ban Nha. Theo điều tra dân số năm 2007, đô thị này có dân số là 1.944 người.

## Biến động dân số
| 1900  | 1910  | 1920  | 1930  | 1940  | 1950  | 1960  | 1970  | 1980  | 1990  | 2000  | 2007  |
| ----- | ----- | ----- | ----- | ----- | ----- | ----- | ----- | ----- | ----- | ----- | ----- |
| 3.729 | 3.651 | 3.663 | 3.696 | 3.807 | 3.854 | 3.296 | 2.477 | 2.038 | 1.965 | 1.895 | 1.949 |

Fuente: INE

## Các thị trấn
- Abiada
- Argüeso
- Barrio
- Camino
- Celada de los Calderones
- Entrambasaguas
- Espinilla (thủ phủ)
- Fontibre
- Hoz de Abiada
- Izara
- La Lomba
- Mazandrero
- La Miña
- Naveda
- Ormas
- Paracuelles
- Población de Suso
- Proaño
- Salces
- La Serna
- Soto
- Suano
- enllacantid
- Villar